# Преграђе
Преграђе је насељено мјесто у Босни и Херцеговини у општини Љубушки које административно припада Федерацији Босне и Херцеговине. Према попису становништва из 1991. у насељу је живјело 641 становника.

## Становништво
| Националност       | 1991.        | 1981.        | 1971.        |
| Хрвати             | 623 (97,19%) | 514 (98,65%) | 513 (99,80%) |
| Муслимани          | 14 (2,18%)   | 3 (0,57%)    | 0            |
| Срби               | 0            | 2 (0,38%)    | 0            |
| Југословени        | 1 (0,15%)    | 1 (0,19%)    | 0            |
| остали и непознато | 3 (0,46%)    | 1 (0,19%)    | 1 (0,19%)    |
| Укупно             | 641          | 521          | 514          |